# Ćwilin

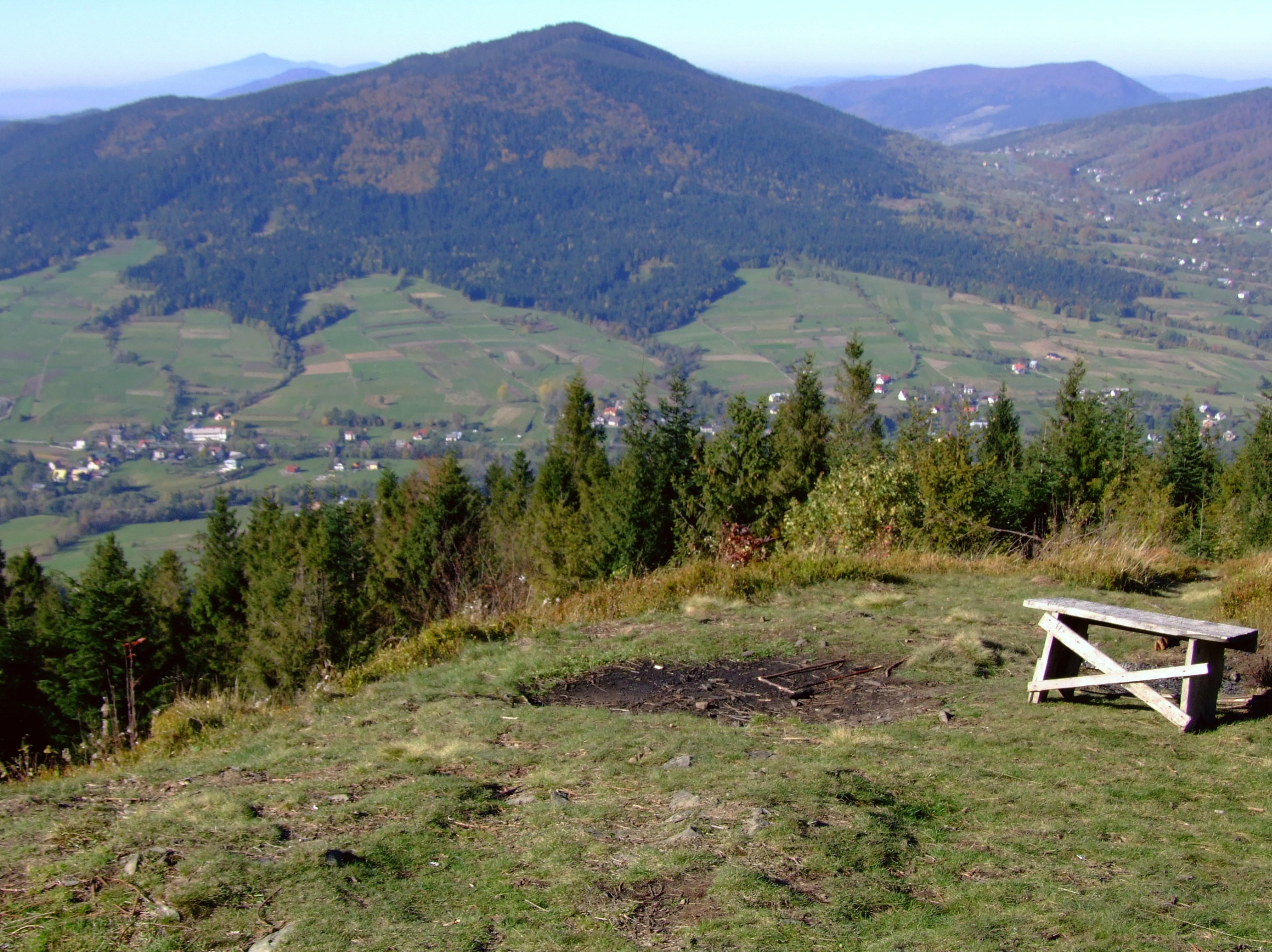
Ćwilin, widok z Łopienia

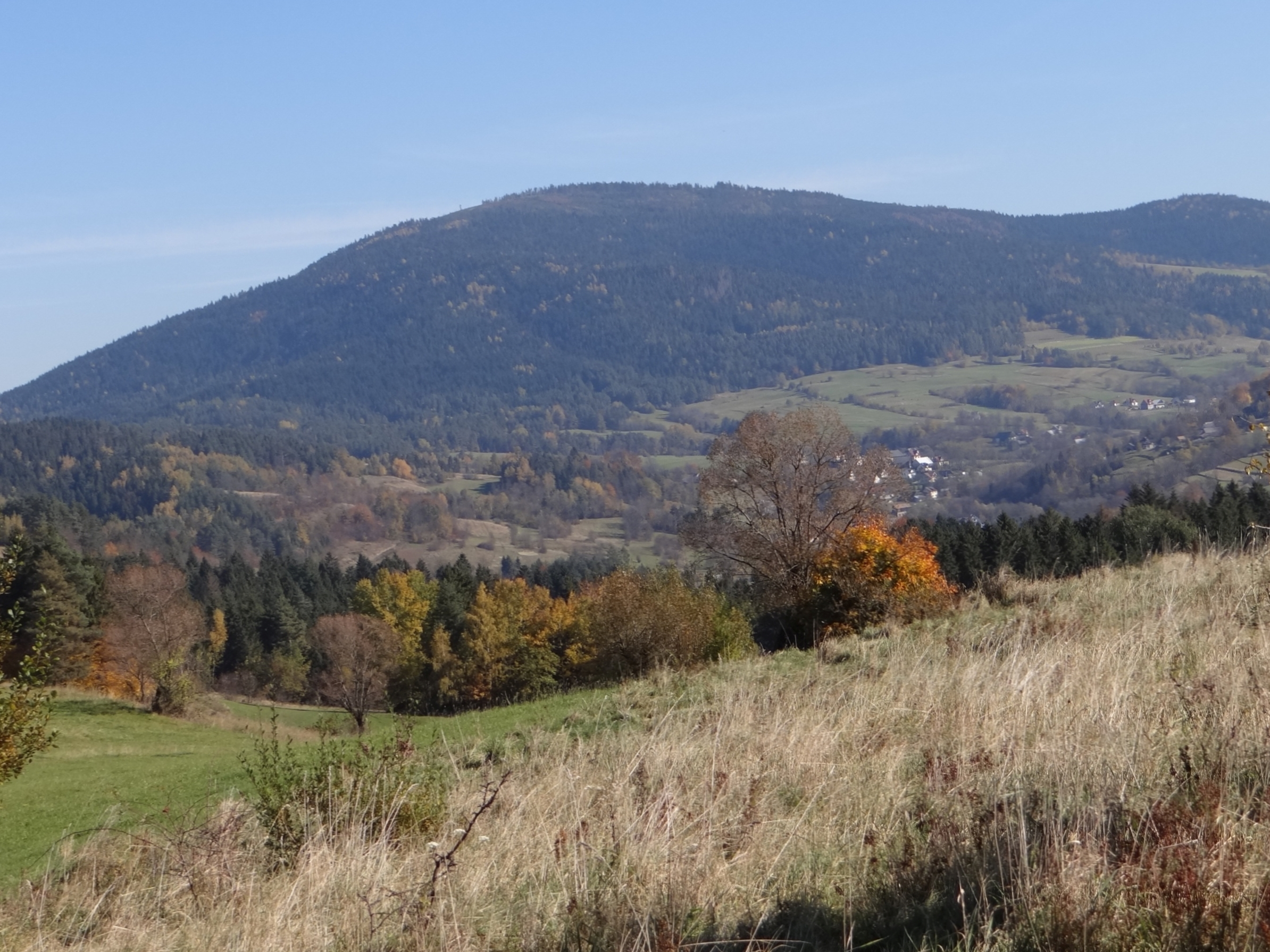
Widok na Ćwilin z Wsołowej

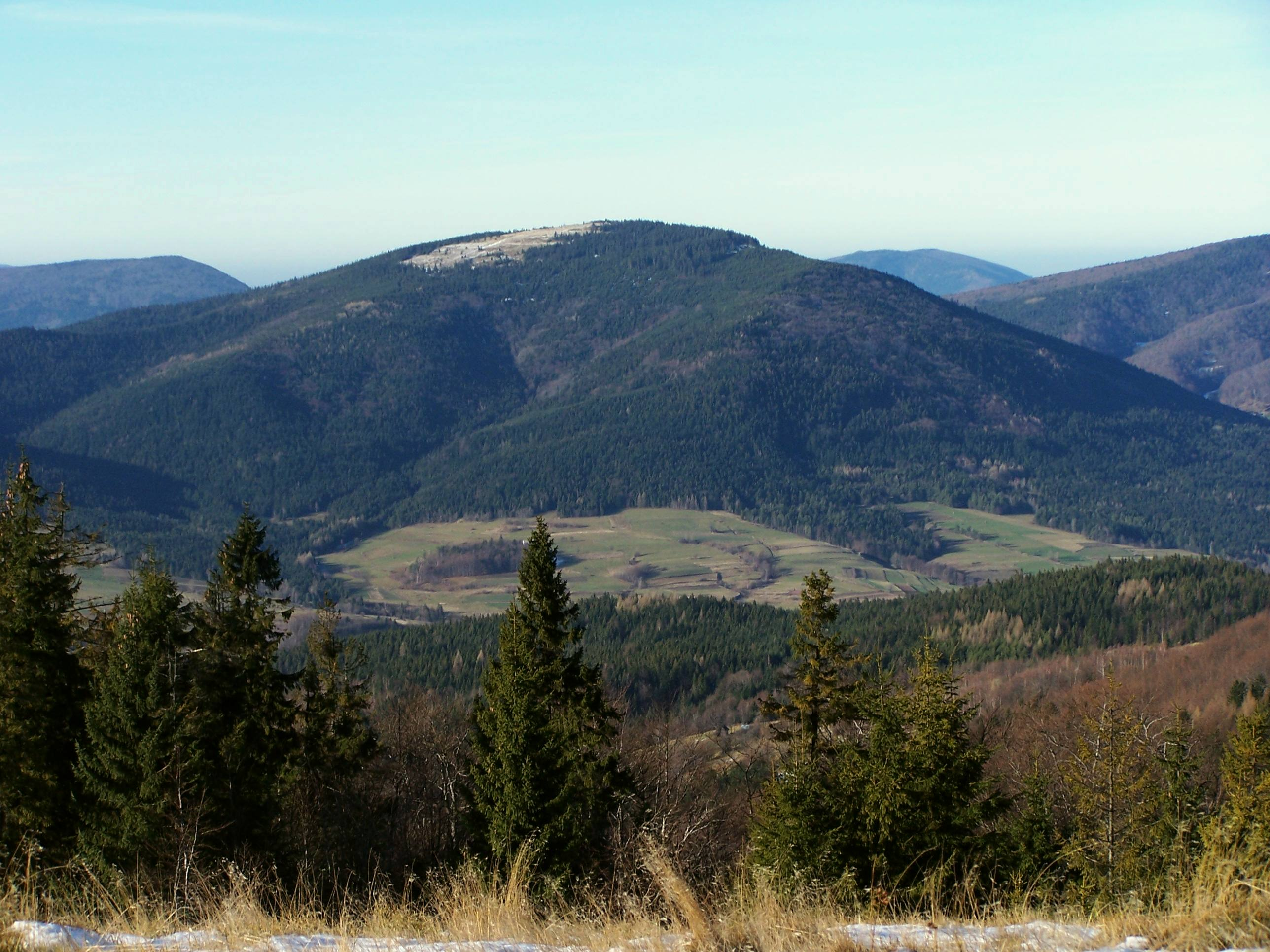
Ćwilin – widok z Mogielicy

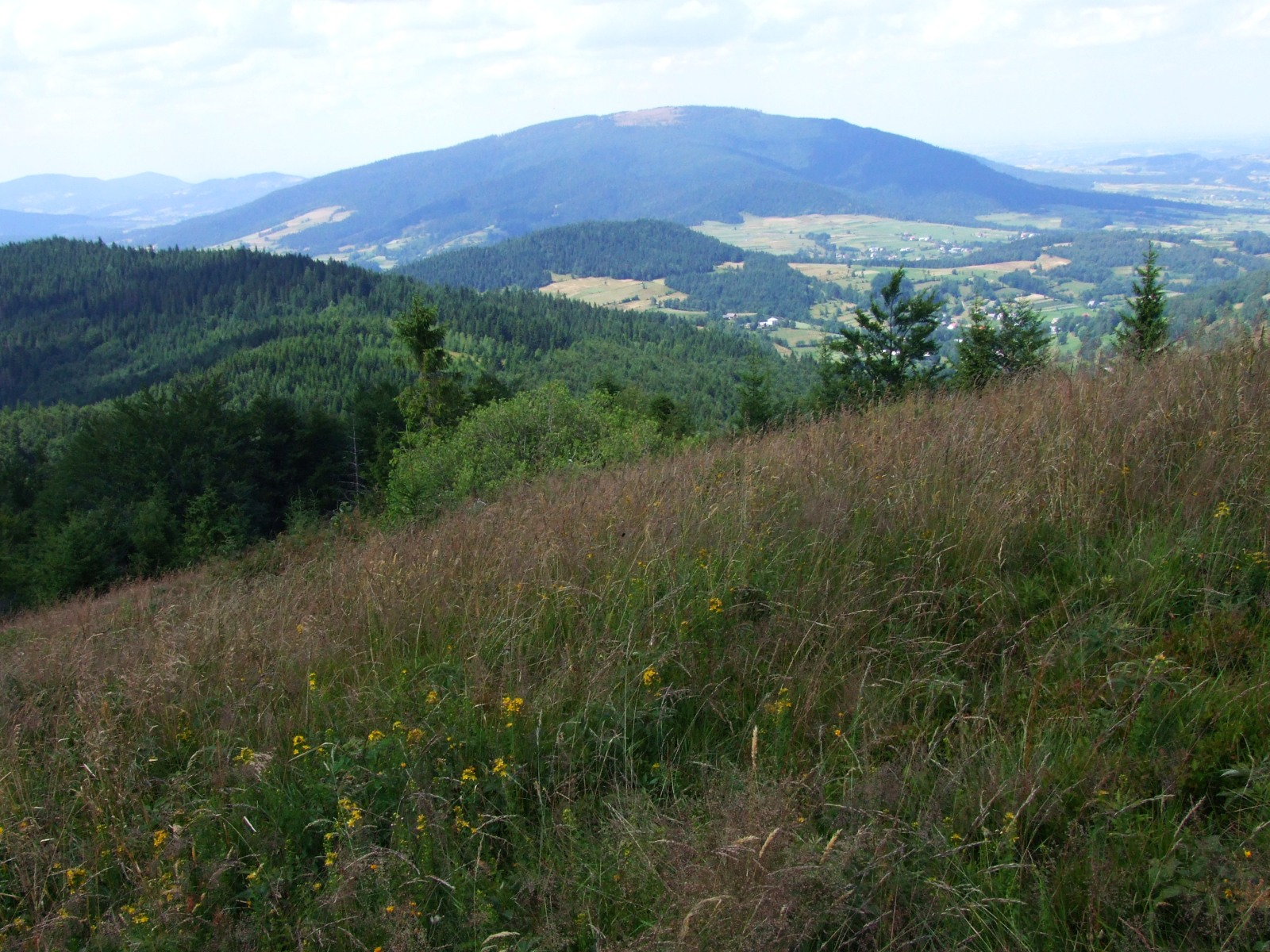
Ćwilin, widok z Jasienia

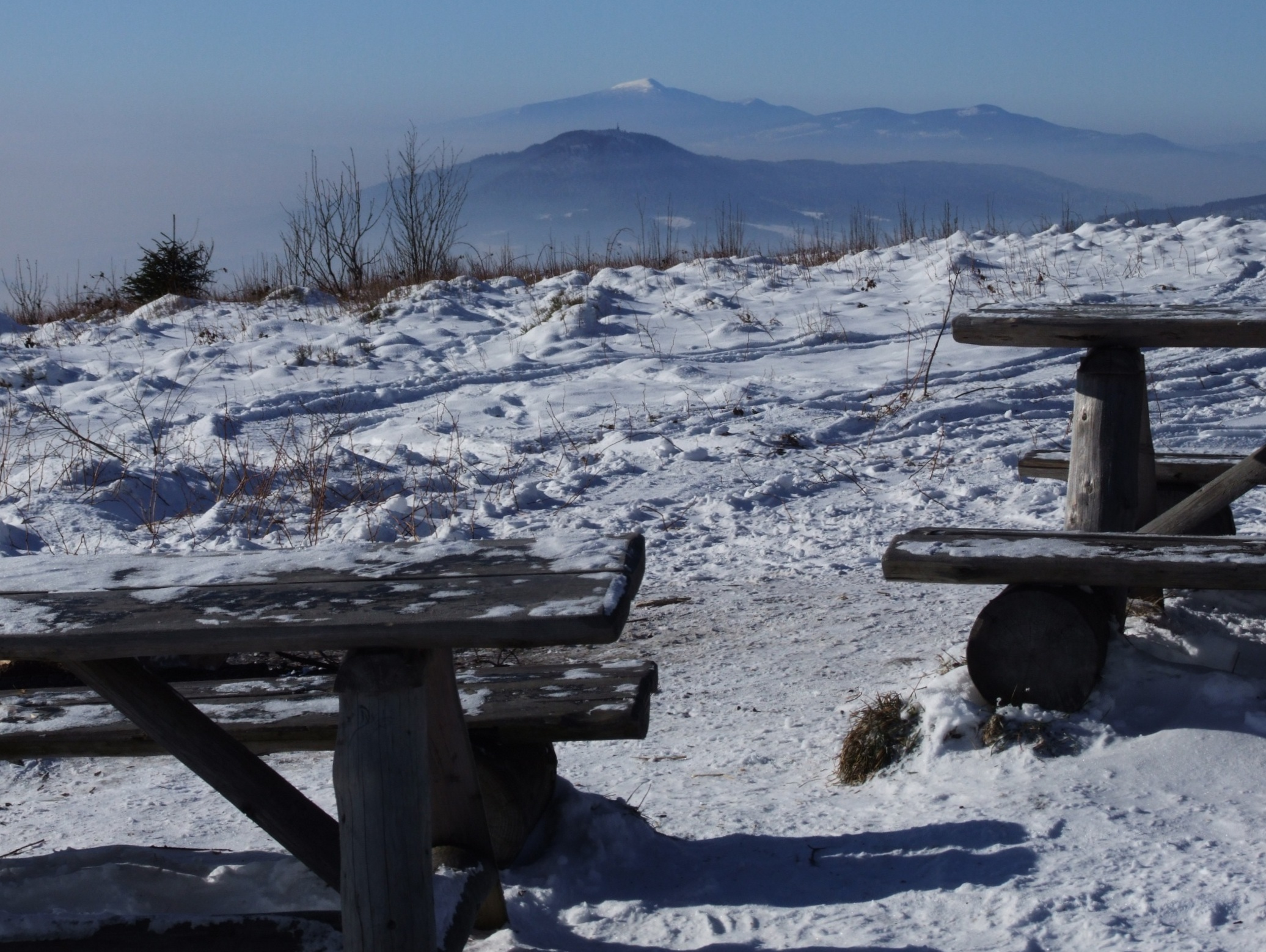
Na szczycie Ćwilina zimą

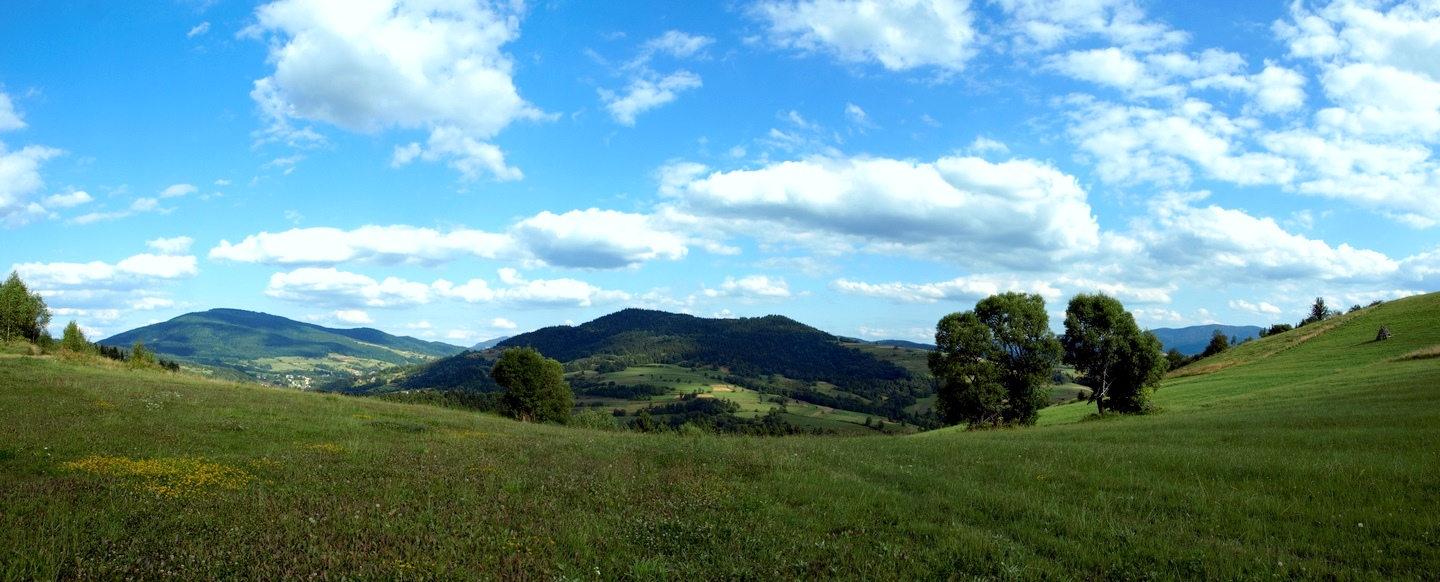
Ćwilin z Mszany Dolnej

Ćwilin (1072 m) – drugi co do wysokości szczyt górski Beskidu Wyspowego. Nazwa góry pochodzi od niemieckiego słowa Zwilling, tzn. bliźniak (sąsiedniej Śnieżnicy), a nadali ją w XIV w. niemieccy osadnicy w Tymbarku i Jurkowie. W literaturze można także spotkać błędną nazwę Ćwiliń.

## Topografia
Wznosi się ponad należącymi do gminy Dobra miejscowościami: Jurków, Wilczyce i Gruszowiec oraz należącymi do gminy Mszana Dolna miejscowościami Łostówka i Kasina Wielka. Jest górą typową dla Beskidu Wyspowego – samotną, z wszystkich stron oddzieloną od sąsiednich wzniesień głębokimi dolinami lub wyraźnymi, niskimi przełęczami. Szczególnie strome są północne jego stoki opadające do przełęczy Gruszowiec (660 m) oddzielającej go od Śnieżnicy (1006 m). W południowo-wschodnim, opadającym do Wilczyc grzbiecie niektóre mapy wyróżniają niższe wzniesienie zwane Małym Ćwilinkiem (795 m). Przez Ćwilin biegnie dział wodny między dorzeczami Raby i Dunajca. Do dorzecza Raby należą potoki zasilające Łostówkę, Słomkę i Kasiniankę, do dorzecza Dunajca – potoki spływające do Łososiny: Rosochaniec i Łososinka.

## Polana Michurowa
Niegdyś Ćwilin tętnił życiem pasterskim, mieszkańcy Gruszowca, Jurkowa, Wilczyc i Łostówki wypasali na nim wielkie stada owiec. Pozostałością dawnego pasterstwa jest szczytowa Polana Michurowa, zwana też halą na Ćwilinie. Obecnie hala w wyniku zarastania lasem jest dużo mniejsza. Nieopodal szlaku, przy kępie buków, znajduje się drewniana kapliczka z ołtarzem. Wystawiono go w 2000 r. z okazji obchodów Roku Millenijnego. W dolnej części polany, obok resztek kamiennego szałasu, niewielkie źródło wody. Właśnie na Polanie Michurowej Kazimierz Sosnowski miał wymyślić określenie Beskid Wyspowy.

## Skały i jaskinie
Na Ćwilinie, jak w całych Karpatach występują procesy osuwiskowe. Największe odnotowane osuwisko na Ćwilinie miało miejsce 15 sierpnia 1927 r. W czasie burzy oddzielił się od góry namoknięty po długotrwałych opadach deszczu fragment stoku i z ogromnym hukiem zwalił się w dół. Po osuwisku tym nad korytem potoku Rosłaniec (pomiędzy Ćwilinem i Małym Ćwilinkiem) pozostały odsłonięte gołe skały, które do dzisiaj jeszcze nie zarosły całkowicie lasem. Na północno-zachodnich zboczach Ćwilina odkryto w listopadzie 2001 r. podczas prac eksploracyjnych kilka jaskiń (w nawiasach długości korytarzy): Jaskinia Spadających Kamieni (15 m), Grota Rusałki (14 m), Schronisko Pajęcze (9 m), Schronisko Dwóch Ślimaków (6 m), Schronisko w Chaszczach (2 m).

## Legenda
Z osuwiskiem i potokiem Rosłaniec spływającym po wschodniej stronie obniżenia pomiędzy Ćwilinem a Małym Ćwilinkiem związana jest legenda. Według niej do ogromnej przepaści, jaka istnieje pod Ćwilinem, rzucił się młodzieniec z rozpaczy spowodowanej zawodem miłosnym. Od tego czasu słychać było w tym miejscu jęki, zgrzytanie zębami. Pewnego razu dziewczyna, która go zdradziła, zbierając jagody znalazła się przypadkowo nad tą głębią i zobaczyła go. Miał zjeżone włosy, a z ust buchał mu płomień. Przestraszona zaczęła uciekać, upiór jednak dopędził ją i wciągnął w przepaść. Od tego czasu przerażające odgłosy ucichły, a otwór przepaści zamknął się.

## Zrzutowisko Armii Krajowej „Sokół” na górze Ćwilin
W 1943 roku, podczas II wojny światowej, Polana Michurowa na Ćwilinie została wybrana przez Armię Krajową jako jedno z miejsc zrzutów materiałów alianckich. Kryptonim „Sokół” odnosił się do lokalizacji, w której w 1944 roku lądowały paczki i zasobniki zrzucane przez samoloty przylatujące z bazy w Brindisi we Włoszech. To tutaj żołnierze Armii Krajowej odbierali kluczowe zaopatrzenie, takie jak broń i amunicję, wspierające ich walkę z okupantem. Zrzutowisko na Ćwilinie, usytuowane około 9 km na wschód od Mszany Dolnej, miało istotne znaczenie dla działań konspiracyjnych w okresie niemieckiej okupacji.

## Przyroda
W lasach Ćwilina żyje wiele dużych ssaków, m.in. dziki, jelenie, sarny, borsuki. W 2010 potwierdzono występowanie rzadkiego w Polsce rysia. Okresowo zaglądają tutaj wilki, bogata jest fauna ptaków. Interesująca jest flora masywu. M.in. stwierdzono tutaj występowanie podejźrzona rutolistnego – z polskich Karpat znanego tylko z ok. 30 stanowisk. W okresie międzywojennym na Ćwilinie istniał rezerwat głuszczów.

## Katastrofa lotnicza
19 marca 1954 r. na wschodnim zboczu Ćwilina doszło do wypadku lotniczego samolotu pasażerskiego Li-2 SP-LAH lecącego z Warszawy do Krakowa. Koło Dąbrowy Tarnowskiej miał awarię prądnicy, zboczył z kursu i uderzył w zbocze góry nad osiedlem Granice (przysiółku Bursawina), koło Gruszowca. Pilot lecąc w gęstej mgle, w ostatniej chwili zauważył stok. Chcąc zredukować impet zderzenia podciągnął trochę maszynę do góry. Okoliczna ludność przetransportowywała na prowizorycznych noszach rannych do ambulansu, gdyż samolot rozbił się bardzo wysoko. Szczątki maszyny przetransportowano do Limanowej, gdzie przez krótki czas leżały obok bazyliki.

## Turystyka
Z polany Michurowej i znajdującego się na niej szczytu Ćwilina roztaczają się rozległe widoki na wschód, południe i zachód, głównie na Gorce, Tatry i sąsiednie wzniesienia Beskidu Wyspowego. Przy dobrej pogodzie widoczne są: Babia Góra, Beskid Sądecki, oraz znajdujące się na Słowacji Magura Spiska, Wielki Chocz i Mała Fatra. Na samym szczycie Ćwilina znajdują się stół i ławy dla turystów. Stromy i rozległy stok polany Michurowej jest dobrym punktem startowym dla paralotniarzy.
Przez Ćwilin prowadzi kilka szlaków turystycznych:
 – niebieski z przełęczy Gruszowiec na Ćwilin. 1.15 h (↓ 0:45 h);
 – niebieski z Jurkowa na Ćwilin. 1:50 h (↓ 1:30 h);
 – żółty z Mszany Dolnej przez Czarny Dział na szczyt Ćwilina. 3:20 h (↓ 2:30 h);
 – rowerowy z Mszany Dolnej przez Czarny Dział i Ćwilin do Jurkowa.
15 sierpnia 2010 roku na szczycie Ćwilina odbyło się przy licznym udziale turystów jedno z wyjść pierwszej edycji akcji „Odkryj Beskid Wyspowy”. Od 2011 roku w okresie letnim w ramach tego wydarzenia organizowane jest wieczorne wyjście na szczyt tej góry, zwieńczone Mszą Świętą o godzinie 22:00 (do 2024 roku o godzinie 24:00).